# 홀로 잠들고 싶지 않아
홀로 잠들고 싶지 않아(Tian bian yi duo yun, I Don't Want To Sleep Alone)는 대만에서 제작된 차이밍량 감독의 2006년 코미디, 드라마, 뮤지컬 영화이다. 이강생 등이 주연으로 출연하였고 브루노 페서리 등이 제작에 참여하였다.

## 출연
- 이강생
- 천샹치